# Ilián Iliev
Ilian Dimov Iliev (Varna, Bulgaria, 2 de julio de 1968) es un exfutbolista y entrenador búlgaro. Actualmente dirige al Cherno More y a la selección de Bulgaria.

## Carrera como jugador
Iliev nació en Varna y comenzó a jugar al fútbol en el club Cherno More de su ciudad natal. En su juventud también fue un talentoso luchador, pero optó por dedicarse al fútbol.Durante cinco temporadas, entre 1986 y 1991, jugó 123 partidos y marcó 31 goles con el club. 
Fue transferido al Levski Sofia en la temporada 1991-92, ganando tres veces la A PFG de Bulgaria y una Copa de Bulgaria en cinco años en el club. En 1995, Iliev se mudó al Benfica y ganó la Taça de Portugal en la temporada 1995-96. En su carrera también jugó en el Slavia Sofia, el Bursaspor, el AEK Atenas, así como en los clubes portugueses Marítimo y Salgueiros. Terminó su carrera en su primer club, Cherno More, en 2004.

## Selección nacional
Iliev debutó con Bulgaria en un partido amistoso contra Turquía el 21 de agosto de 1991 en Stara Zagora.En total, disputó 34 partidos internacionales con su país y marcó tres goles. Además, formó parte de la selección búlgara que participó en la Copa Mundial de la FIFA de 1998, donde jugó tres partidos.

## Carrera como entrenador
Después de retirarse en 2004, Iliev siguió una carrera como entrenador. En junio de 2004, fue nombrado entrenador de su primer club, Cherno More. Sin embargo, el 3 de marzo de 2006, después de dos años en los Sailors, dimitió tras una derrota en casa por 0-1 contra el Rodopa Smolyan. Desde 2006 hasta 2012,se desempeñó como entrenador del Beroe, lo que lo convirtió en uno de los entrenadores con más años de servicio en un club de fútbol búlgaro. Bajo su dirección en la temporada 2009-10, ganó la Copa de Bulgaria y, en consecuencia, logró una participación en la fase de clasificación de la UEFA Europa League.
El 6 de abril de 2012 se anunció a Iliev como el nuevo entrenador del Levski Sofia.En el equipo de la capital permaneció hasta abril de 2013, cuando decidió renunciar por una serie de malos resultados.
A mediados de mayo de 2014, se convirtió en el director técnico del club angoleño Interclube. Su compatriota Petar Kostadinov fue anunciado como su asistente.Regresó a su país en 2016, siendo nombrado entrenador del Lokomotiv Plovdiv. A principios de 2017, firmó un contrato para dirigir al Altai Semey de la Liga Premier de Kazajistán, pero renunció en febrero de 2017, ya que el club finalmente no recibió una licencia para la primera división.
El 9 de junio de 2017, Iliev fue nombrado entrenador del Vereya de la Liga Bulgaria A PFG.Tras una exitosa etapa en Stara Zagora, en diciembre de 2017 regresó como técnico al club Cherno More de su ciudad natal.
En noviembre de 2023, fue anunciado como entrenador de la selección de Bulgaria, aunque permaneció a cargo del club de Varna.

## Clubes

### Como jugador
| Club           | País     | Año       |
| -------------- | -------- | --------- |
| Cherno More    | Bulgaria | 1986-1991 |
| Levski Sofia   | Bulgaria | 1991-1993 |
| Altay S. K.    | Turquía  | 1993      |
| Levski Sofia   | Bulgaria | 1993-1995 |
| S. L. Benfica  | Portugal | 1995-1997 |
| Slavia Sofia   | Bulgaria | 1997      |
| Bursaspor      | Turquía  | 1998      |
| AEK Atenas     | Grecia   | 1998      |
| Levski Sofia   | Bulgaria | 1998-1999 |
| C. S. Marítimo | Portugal | 1999-2002 |
| Salgueiros     | Portugal | 2002-2003 |
| Cherno More    | Bulgaria | 2003-2004 |

### Como entrenador
| Club                  | País     | Año           |
| --------------------- | -------- | ------------- |
| Cherno More           | Bulgaria | 2004-2006     |
| Beroe                 | Bulgaria | 2006-2007     |
| Beroe                 | Bulgaria | 2008-2012     |
| Levski Sofia          | Bulgaria | 2012-2013     |
| G. D. Interclube      | Angola   | 2014-2015     |
| Lokomotiv Plovdiv     | Bulgaria | 2016          |
| Vereya                | Bulgaria | 2017          |
| Cherno More           | Bulgaria | 2018-presente |
| Selección de Bulgaria | Bulgaria | 2023-presente |

## Palmarés

### Como jugador

#### Campeonatos nacionales
| Título              | Club         | País     | Año     |
| ------------------- | ------------ | -------- | ------- |
| Copa de Bulgaria    | Levski Sofia | Bulgaria | 1991-92 |
| Liga Bulgaria A PFG | Levski Sofia | Bulgaria | 1992-93 |
| Liga Bulgaria A PFG | Levski Sofia | Bulgaria | 1993-94 |
| Copa de Bulgaria    | Levski Sofia | Bulgaria | 1993-94 |
| Liga Bulgaria A PFG | Levski Sofia | Bulgaria | 1994-95 |

### Como entrenador

#### Campeonatos nacionales
| Título           | Club  | País     | Año     |
| ---------------- | ----- | -------- | ------- |
| Copa de Bulgaria | Beroe | Bulgaria | 2009-10 |